# Statens handels- och industrikommission
Statens handels- och industrikommission var en tidigare svensk myndighet. Det bildades 1950 genom en sammanslagning av Statens industrikommission och Statens handelskommission. Det uppgick i Kommerskollegium 1956.
Den sammanslagna kommissionen skulle om det inte hanterades av någon annan myndighet efter rådande förhållande sköta regleringen av varuutbyte med utlandet, råvaruförsörjningen och produktionen inom landet.